# سايلنتو
إسمه الفني سايلنتو (بالإنجليزية: Silentó) وإسمه الحقيقي ريكي لمار هوك (بالإنجليزية: Ricky Lamar Hawk) هو مغني راب أمريكي ولد في يوم 22 يناير 1998 في مدينة أتالانتا في ولاية جورجيا في الولايات المتحدة، أشتهر بأغنيته Watch Me (Whip/Nae Nae) التي إحتلت المراتب الأولى في عدة دول إضافة لاحتلالها المركز الثالث في قائمة بيلبورد هوت 100 الأمريكية.

## وصلات خارجية
- سايلنتو على موقع IMDb (الإنجليزية)
- سايلنتو على موقع ميوزك برينز (الإنجليزية)
- سايلنتو على موقع أول ميوزيك (الإنجليزية)
- سايلنتو على موقع ديسكوغز (الإنجليزية)
- سايلنتو على موقع كينوبويسك (الروسية)

- أغنية Watch Me (Whip/Nae Nae) على يوتيوب